# Włodzimierz Adamski
Włodzimierz Adamski (ur. 17 października 1953 w Łodzi) – polski aktor filmowy i teatralny.

## Życiorys
W 1978 roku ukończył studia aktorskie w PWSFTviT w Łodzi. Już rok wcześniej zadebiutował na deskach teatru (18 grudnia 1977 roku) w Żołnierzu i bohaterze G.B. Shawa.
W latach 1978–1982 pracował w Teatrze Ziemi Łódzkiej (Teatr im. Juliana Tuwima), a następnie w latach 1982–1992 w łódzkim Teatrze Powszechnym. Współpracował z łódzkim oddziałem TVP.

## Spektakle teatralne
Teatr im. J. Osterwy, Gorzów Wielkopolski
- 1977 – Żołnierz i bohater jako Petkow (reż. Bogusław Sochnacki)

Teatr Ziemi Łódzkiej (Teatr im. Tuwima), Łódź
- 1978 – Cudzołóstwo ukarane jako Inżynier Wysportowany (reż. Barbara Katarzyna Radecka); także asystent reżysera
- 1979 – Zawisza Czarny jako Zawisza Czarny (reż. Tadeusz Pliszkiewicz)
- 1979 – Tylko martwy kolega jest... jako Bertram (reż. Jacek Kowalczyk)
- 1980 – Odprawa posłów greckich jako Pantus (reż. Jasielski)
- 1980 – Jak to w karnawale jako kelner (reż. Alexandru Colpacci)
- 1980 – Iwanow jako Michał Michajłowicz Borkin (reż. Jan Machulski)
- 1981 – Moralność pani Dulskiej jako Zbyszko (reż. Jadwiga Chojnacka)
- 1981 – Pamiętnik matki jako Oleś, Majorek (reż. Karol Obidniak)
- 1982 – Mąż i żona jako hrabia Wacław (reż. Andrzej Madej)

Teatr Powszechny, Łódź
- 1982 – Szewcy jako Chochoł z Wesela (reż. Daniel Bargiełowski)
- 1983 – Cud mniemany, czyli Krakowiacy i Górale jako Wojtek (reż. Mirosław Szonert)
- 1983 – Uki-Puki jako książę Uki-Puki (reż. Ryszard Zarewicz)
- 1983 – Iwona, księżniczka Burgunda jako książę Filip (reż. Maciej Zenon Bordowicz)
- 1984 – Jan Maciej Karol Wścieklica jako Anabazys Demur (reż. Aleksander Strokowski)
- 1984 – Kartoteka jako dziennikarz (reż. Marek Glińśki)
- 1985 – Pociągi pod specjalnym nadzorem jako Hubicka (reż. M. Szonert)
- 1985 – Kram z piosenkami (reż. M. Szonert)
- 1986 – Czarujący łajdak jako Paweł Rougemont (reż. Zbigniew Czeski)
- 1986 – Garaż jako Syn Miłosierdowa (reż. D. Bargiełowski)
- 1987 – Fanfan Tulipan jako Komendant Straży Pałacowej (reż. Z. Czeski)
- 1988 – Panienki madame Tiny jako Karol (reż. Zbigniew Kuźmiński)
- 1989 – Pułapka na myszy jako Christopher Wren (reż. Józef Słotwiński)
- 1990 – Wiktor albo dzieci u władzy jako Karol (reż. Bohdan Cybulski)
- 1991 – Ciężkie czasy jako Bajkowski (reż. Jerzy Schejbal)

### Teatr Telewizji
- 1983 – Wielki człowiek do małych interesów jako Dolski (reż. Barbara Jaklicz)
- 1983 – Samson i Dalila jako Przyboczny (reż. M. Z. Bordowicz)
- 1984 – Anna Christie jako Matt (reż. Marek Okopiński)
- 1984 – Bestseller jako Obstawa (reż. Marek Gracz)
- 1987 – Aplikant (reż. M. Gracz)
- 1987 – Egzylia jako Lokaj (reż. Jerzy Hutek)
- 1987 – Kontekst (reż. Krzysztof Skudziński)
- 1991 – Spójrzcie, kto do nas zawitał jako Lewada (reż. Ewa Petelska)

## Filmografia
- 1976: Daleko od szosy – kierownik pływalni (odc. 4)
- 1979: Do krwi ostatniej – polski nauczyciel znad Bajkału (odc. 5)
- 1980: Polonia Restituta – legionista
- 1980: Kariera Nikodema Dyzmy – Kaniewski (odc. 6)
- 1981: Znachor – kompan Zenka
- 1982: Słona róża – Amerykanin
- 1982: Polonia Restituta – Stanisław Burhardt-Bukacki (odc. 1 i 2)
- 1983: Dom świętego Kazimierza – lekarz badający Norwida
- 1983: Magiczne ognie – Konrad Miazga
- 1983: Mars i Wenus w szóstce
- 1984: Alabama – diler „Joe”
- 1984: Kim jest ten człowiek – porucznik Stefan Kuszela
- 1984: Porcelana w składzie słonia – mężczyzna zajmujący kolejkę
- 1984: Romans z intruzem – starszy sierżant
- 1984: Ultimatum – konsul Michał Rachwalski
- 1985: Klatka
- 1985: Diabelskie szczęście – gość u ordynatora
- 1985: Dłużnicy śmierci – członek oddziału „Groma”
- 1985: Przyłbice i kaptury (odc. 2 i 4)
- 1985: Wkrótce nadejdą bracia – mężczyzna przekazujący „kolekcjonerowi” zdjęcie Ady
- 1986: Pan Samochodzik i niesamowity dwór – Waldemar Batura, szef bandy
- 1986: Kryptonim „Turyści” – laborant obsługujący wykrywacz kłamstw (odc. 1)
- 1986: Złoty pociąg – kapitan Lasota, człowiek Bobruka
- 1987: Pantarej – lekarz
- 1988–1991: Pogranicze w ogniu – porucznik/kapitan Filip Sarna, oficer kontrwywiadu w Toruniu
- 1988: Pamięć i legenda – Zygmunt Berling
- 1988: Penelopy – Bronek Pawlak, mąż Bożeny
- 1988: Powrót do Polski – członek delegacji u generała Von Bock und Polach
- 1988: Przeprawa – adiutant majora „Brzeziny”
- 1989: Gdańsk 39 – Alfred Zawidzki, komendant posterunku celnego w Dołach
- 1989: Gorzka miłość – uciekinier ukrywający się w domu Oleszkiewicza
- 1989: Gorzka miłość – uciekinier ukrywający się w domu Oleszkiewicza (odc. 4)
- 1990: Leśmian – doktor Jurewicz
- 1991: Latające machiny kontra Pan Samochodzik – Waldemar Batura
- 1993: Pajęczarki – trener Ewy
- 1993: Przypadek Pekosińskiego – organizator turnieju szachowego
- 2001: Zostać miss – ochroniarz
- 2002–2010: Samo życie – mecenas Goldblum
- 2005: Auschwitz. Naziści i „ostateczne rozwiązanie” (odc. 1)
- od 2006: Pierwsza miłość (serial telewizyjny) – Ludwik Pieczuk, strażak, a potem kucharz w BarBarianie
- 2007–2009: Tylko miłość – prokurator
- 2007: Biuro kryminalne (odc. 35)
- 2008: Na Wspólnej – redaktor
- 2009: Teraz albo nigdy! – dyrektor Wydawnictwa Mazowieckiego (odc. 34)
- 2009: Na dobre i na złe – trener Radka (odc. 393)
- 2009: M jak miłość – ojciec Daniela (odc. 670)
- 2010: Usta usta – Helmut (odc. 23)
- 2010: Klub szalonych dziewic – zastępca prezydenta miasta (odc. 7)
- 2011: Prosto w serce – trener „Kobry” (odc. 27 i 31)
- 2011: Wymyk – „Senior”, pracownik firmy Firlejów
- 2011: Komisarz Alex – Andriej Jegorow (odc. 1)
- 2011: Ojciec Mateusz – Stanisław Dębski, ojciec Juliana (odc. 67)
- 2011: Linia życia – profesor Bauman
- 2011–2013: Galeria – mecenas Karwowski
- 2012: Paradoks – lekarz (odc. 5)
- 2013: Prawo Agaty – prokurator okręgowy (odc. 33, 44 i 54)
- 2014: Policjantki i policjanci jako podinspektor Przemysław Kwieciński
- 2014: Ojciec Mateusz jako Edward Korcz (odc. 158)
- 2014: Obywatel (film) jako ordynator
- 2014: Bogowie – członek komisji etyki lekarskiej
- 2015: Strażacy jako technik z pogotowia gazowego (odc. 5)
- 2015: Policjantki i policjanci jako  podinspektor Przemysław Kwieciński
- 2015: O mnie się nie martw jako wykładowca (odc. 17-18, 23)
- 2015: M jak miłość jako ordynator (odc. 1125)
- 2016: Komisarz Alex jako mecenas Hanusz (odc. 104)
- 2017: Barwy szczęścia jako Zawadzki, prezes Biomeru (odc. 1595, 1598, 1604, 1668, 1692)
- 2018: Korona królów jako książę inowrocławski na sądzie warszawskim (odc. 80)

### Dubbing
- 1988: Powrót do Polski jako minister Eugen Ernst, członek rządu pruskiego
- 2007: Doktor Strange jako Mordo

### Etiudy
- 1986: Zaproszenie na egzekucję – obsada aktorska
- 1988: Stasiek – obsada aktorska